# Скорно при Шоштању
Скорно при Шоштању (словен. Skorno pri Šoštanju) је насељено место у општини Шоштањ, Савињска регија, Словенија.

## Историја
До територијалне реорганизације у Словенији било је у саставу старе општине Велење.

## Становништво
У попису становништва из 2011. године, Скорно при Шоштању је имало 383 становника.
| Број становника према пописима | Број становника према пописима | Број становника према пописима |
| ------------------------------ | ------------------------------ | ------------------------------ |
| 1991                           | 2002                           | 2011                           |
| 340                            | 345                            | 383                            |

Напомена: До 1952. исказивано под именом Скорно.